# Erik Persson
Pour les articles homonymes, voir Persson.
Erik « Lillis » Persson (né le 19 novembre 1909 en Suède et mort le 1er février 1989) était un joueur de football, de hockey sur glace et de bandy suédois pendant les années 1920 à 1940.

## Biographie
Lillis Persson joue durant sa carrière à l'AIK, à l'IK Göta, à Järva IS et au Karlbergs BK. Il termine meilleur buteur de l'Allsvenskan (Division 1 suédoise) en 1939.
En international, il joue avec l'équipe de Suède et participe à la coupe du monde 1938 en France.
Erik « Lillis » Persson deviendra également entraîneur de l'AIK après sa retraite.
Son frère, Harry Persson, était un boxeur professionnel.

## Palmarès
- Matchs en Allsvenska : 222
- Buts en Allsvenska : 100
- Équipe de Suède : 32 en football, 7 en hockey, 4 en bandy
- Championnat de Suède : 1932 et 1937 (football), 1934, 1935 et 1938 (hockey), 1931 (bandy)
- Coupe d'Europe : 1932 (hockey)